# Isuzu Aska
Der Isuzu Aska war ein Pkw-Modell des japanischen Herstellers Isuzu. Er wurde 1983 auf der Basis der von GM entwickelten Plattform J eingeführt und war somit direkt verwandt mit dem Opel Ascona C und Chevrolet Cavalier.
Er war nur als viertürige Stufenhecklimousine erhältlich.

## Erste Generation
Vorgesehen war der Aska vor allem für den japanischen Heimatmarkt, sowie für Südostasien und Australien (Holden JJ Camira), wurde aber zum Beispiel auch in Chile als Chevrolet Aska verkauft.
Die Ausstattungsstufen umfassten anfangs: Basismodell LT, LT Extra (Servolenkung, Breitreifen), LS (Sportausstattung) und LX (Getönte Scheiben, Mittelarmlehnen usw.); 1985 erschien zudem eine Sportversion namens Aska Irmscher. Im Programm standen zunächst 1,8- und 2-Liter-Ottomotoren und ein Zweiliter-Saugdiesel. 1985 wurden alle Motoren stärker, ein Zweiliter-Turbodiesel ergänzte die Motorenpalette. Alle Aska hatten serienmäßig ein Fünfganggetriebe und waren teils auf Wunsch mit einer Dreigangautomatik oder einem automatisierten Fünfganggetriebe (NAVI5 genannt) lieferbar.

### Motoren
| Isuzu Aska                 | 1800 | 2000 | 2000 Turbo | Diesel | Turbodiesel |
| -------------------------- | --- | --- | --- | --- | --- |
| Motor:                     | 4-Zylinder-Reihenmotor (Viertakt)                                                                                                  | 4-Zylinder-Reihenmotor (Viertakt)                                                                                                  | 4-Zylinder-Reihenmotor (Viertakt)                                                                                                  | 4-Zylinder-Reihenmotor (Viertakt)                                                                                                  | 4-Zylinder-Reihenmotor (Viertakt)                                                                                                  |
| Hubraum:                   | 1818 cm³ | 1995 cm³ | 1995 cm³ | 1995 cm³ | 1995 cm³ |
| Bohrung × Hub:             | 84 × 82 mm | 88 × 82 mm | 88 × 82 mm | 88 × 82 mm | 88 × 82 mm |
| Leistung bei 1/min:        | 77 kW (105 JIS-PS) bei 5600 | 81 kW (110 JIS-PS) bei 5400 | 110 kW (150 JIS-PS) bei 5400 | 53,5 kW (73 JIS-PS) bei 4700 | 65,5 kW (89 JIS-PS) bei 4500 |
| Max. Drehmoment bei 1/min: | 152 Nm bei 3600 | 167 Nm bei 3400 | 226 Nm bei 3000 | 125 Nm bei 2500 | 186 Nm bei 2500 |
| Verdichtung:               | 9,0:1 | 8,8:1 | 8,2:1 | 21,0:1 | 21,0:1 |
| Gemischaufbereitung:       | 1 Fallstrom-Vergaser | 1 Doppelvergaser | Elektronische Einspritzung, Turbolader                                                                                             | Diesel-Einspritzpumpe | Diesel-Einspritzpumpe, Turbolader, Ladeluftkühler                                                                                  |
| Ventilsteuerung:           | OHC, Antrieb über Zahnriemen | OHC, Antrieb über Zahnriemen | OHC, Antrieb über Zahnriemen | OHC, Antrieb über Zahnriemen | OHC, Antrieb über Zahnriemen |
| Kühlung:                   | Wasserkühlung | Wasserkühlung | Wasserkühlung | Wasserkühlung | Wasserkühlung |
| Getriebe:                  | 5-Gang-Getriebe a.W. (1800, 2000, Diesel) automatisiertes 5-Gang-Getriebe Navi5 a.W. (außer Turbo) Dreigang-Automatik Frontantrieb | 5-Gang-Getriebe a.W. (1800, 2000, Diesel) automatisiertes 5-Gang-Getriebe Navi5 a.W. (außer Turbo) Dreigang-Automatik Frontantrieb | 5-Gang-Getriebe a.W. (1800, 2000, Diesel) automatisiertes 5-Gang-Getriebe Navi5 a.W. (außer Turbo) Dreigang-Automatik Frontantrieb | 5-Gang-Getriebe a.W. (1800, 2000, Diesel) automatisiertes 5-Gang-Getriebe Navi5 a.W. (außer Turbo) Dreigang-Automatik Frontantrieb | 5-Gang-Getriebe a.W. (1800, 2000, Diesel) automatisiertes 5-Gang-Getriebe Navi5 a.W. (außer Turbo) Dreigang-Automatik Frontantrieb |
| Radaufhängung vorn:        | MacPherson-Federbeine, Dreieckslenker, Stabilisator                                                                                | MacPherson-Federbeine, Dreieckslenker, Stabilisator                                                                                | MacPherson-Federbeine, Dreieckslenker, Stabilisator                                                                                | MacPherson-Federbeine, Dreieckslenker, Stabilisator                                                                                | MacPherson-Federbeine, Dreieckslenker, Stabilisator                                                                                |
| Radaufhängung hinten:      | Verbundlenkerachse, Schraubenfedern, a.W. (Turbo Serie) Stabilisator                                                               | Verbundlenkerachse, Schraubenfedern, a.W. (Turbo Serie) Stabilisator                                                               | Verbundlenkerachse, Schraubenfedern, a.W. (Turbo Serie) Stabilisator                                                               | Verbundlenkerachse, Schraubenfedern, a.W. (Turbo Serie) Stabilisator                                                               | Verbundlenkerachse, Schraubenfedern, a.W. (Turbo Serie) Stabilisator                                                               |
| Bremsen:                   | Innenbelüftete Scheibenbremsen vorne, Trommelbremsen hinten, Bremskraftverstärker                                                  | Innenbelüftete Scheibenbremsen vorne, Trommelbremsen hinten, Bremskraftverstärker                                                  | Innenbelüftete Scheibenbremsen vorne, Trommelbremsen hinten, Bremskraftverstärker                                                  | Innenbelüftete Scheibenbremsen vorne, Trommelbremsen hinten, Bremskraftverstärker                                                  | Innenbelüftete Scheibenbremsen vorne, Trommelbremsen hinten, Bremskraftverstärker                                                  |
| Lenkung:                   | Zahnstangenlenkung, a.W. Servo | Zahnstangenlenkung, a.W. Servo | Zahnstangenlenkung, a.W. Servo | Zahnstangenlenkung, a.W. Servo | Zahnstangenlenkung, a.W. Servo |
| Karosserie:                | Stahlblech, selbsttragend, vorderer Hilfsrahmen                                                                                    | Stahlblech, selbsttragend, vorderer Hilfsrahmen                                                                                    | Stahlblech, selbsttragend, vorderer Hilfsrahmen                                                                                    | Stahlblech, selbsttragend, vorderer Hilfsrahmen                                                                                    | Stahlblech, selbsttragend, vorderer Hilfsrahmen                                                                                    |
| Spurweite vorn/hinten:     | 1405/1410 mm | 1405/1410 mm | 1405/1410 mm | 1405/1410 mm | 1405/1410 mm |
| Radstand:                  | 2580 mm | 2580 mm | 2580 mm | 2580 mm | 2580 mm |
| Abmessungen:               | 4440 × 1670 × 1375 mm | 4440 × 1670 × 1375 mm | 4440 × 1670 × 1375 mm | 4440 × 1670 × 1375 mm | 4440 × 1670 × 1375 mm |
| Leergewicht:               | 1020–1060 kg | 1040–1070 kg | 1070 kg | 1100–1140 kg | 11300–1170 kg |
| Höchstgeschwindigkeit:     | ca. 170 km/h | ca. 180 km/h | ca. 195 km/h | ca. 150 km/h | ca. 165 km/h |
| 0–100 km/h:                | n.a. | n.a. | n.a. | n.a. | n.a. |
| Verbrauch (Liter/100 km):  | ca. 8–12 | ca. 8–13 | ca. 10–16 S | ca. 6–11 D | ca. 7–11 D |

## Zweite Generation
Im Jahre 1988 wurde ein Nachfolger vorgestellt, der dem zeitgenössischen Subaru Legacy entsprach und lediglich zugekauft wurde. Vom Subaru unterschied sich der Aska nur durch die Embleme. Entsprechend gering waren die verkauften Stückzahlen.

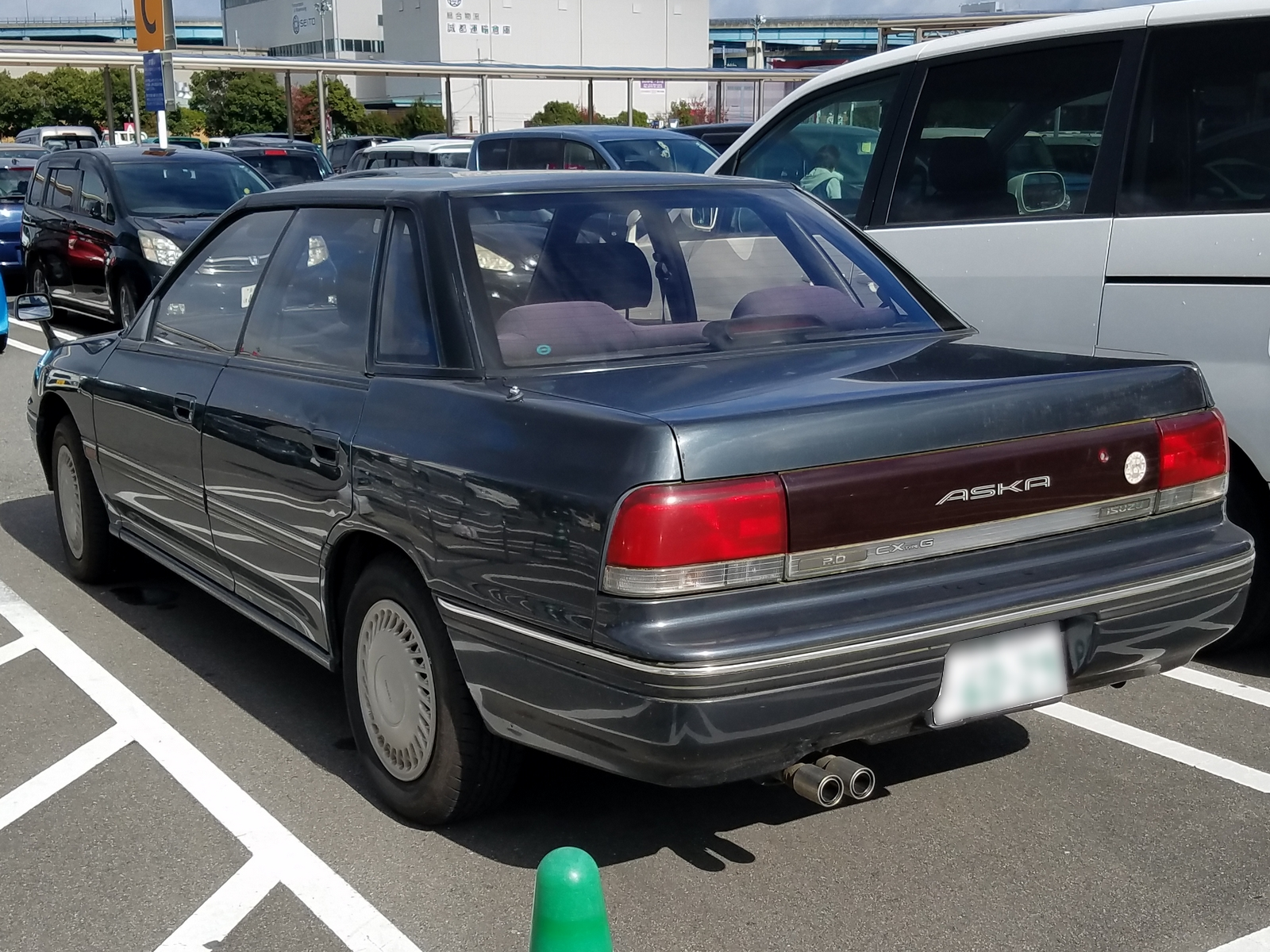
Heckansicht

## Dritte Generation
Im Zuge der Kooperation zwischen Isuzu mit Honda, gab es ab 1993 Nachfolgemodelle auf Basis des Honda Accord. Weitere Isuzu-Modelle dieser Zusammenarbeit waren etwa auch der Isuzu Oasis auf Basis des Honda Odyssey oder der Isuzu Gemini auf Basis des Honda Domani. Honda verkaufte außerdem den Honda Passport auf Basis des Isuzu Rodeo sowie den Acura SLX auf Basis des Isuzu Trooper/Bighorn.

1995 erhielt der Aska wie auch der Accord ein Facelift mit geänderter Front- und Heckpartie.

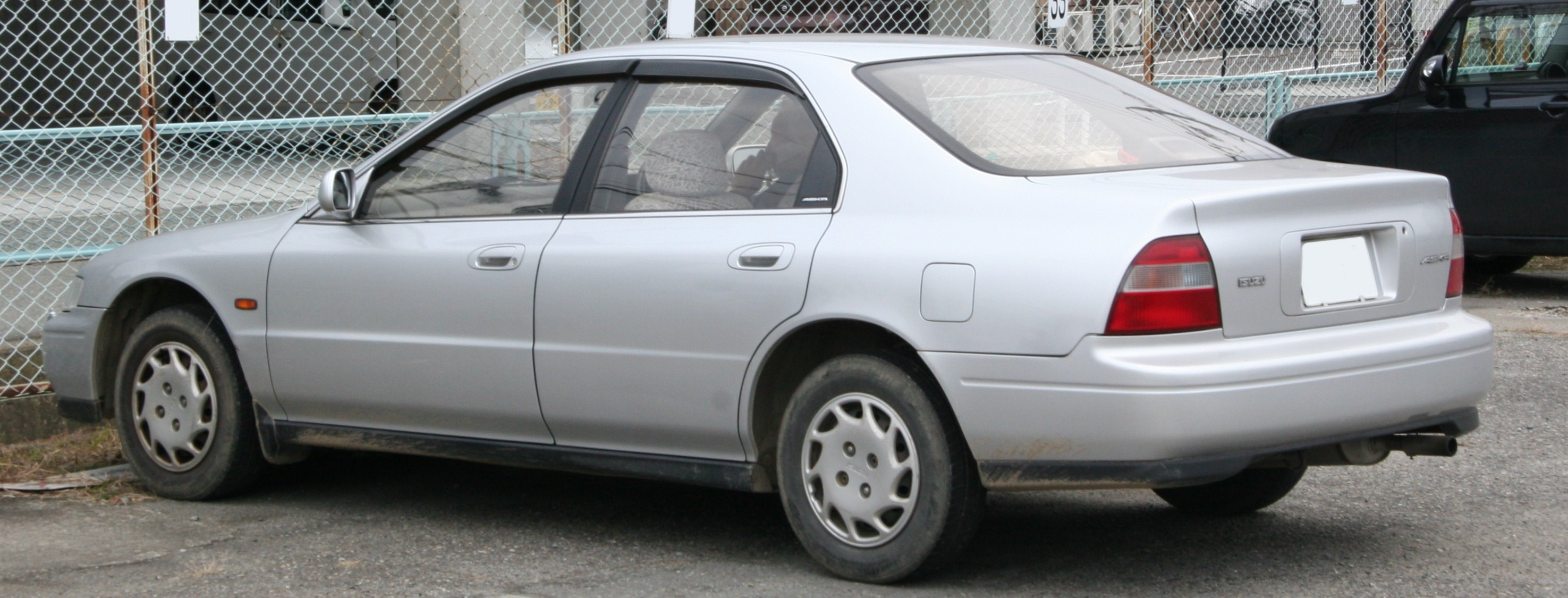
Heckansicht
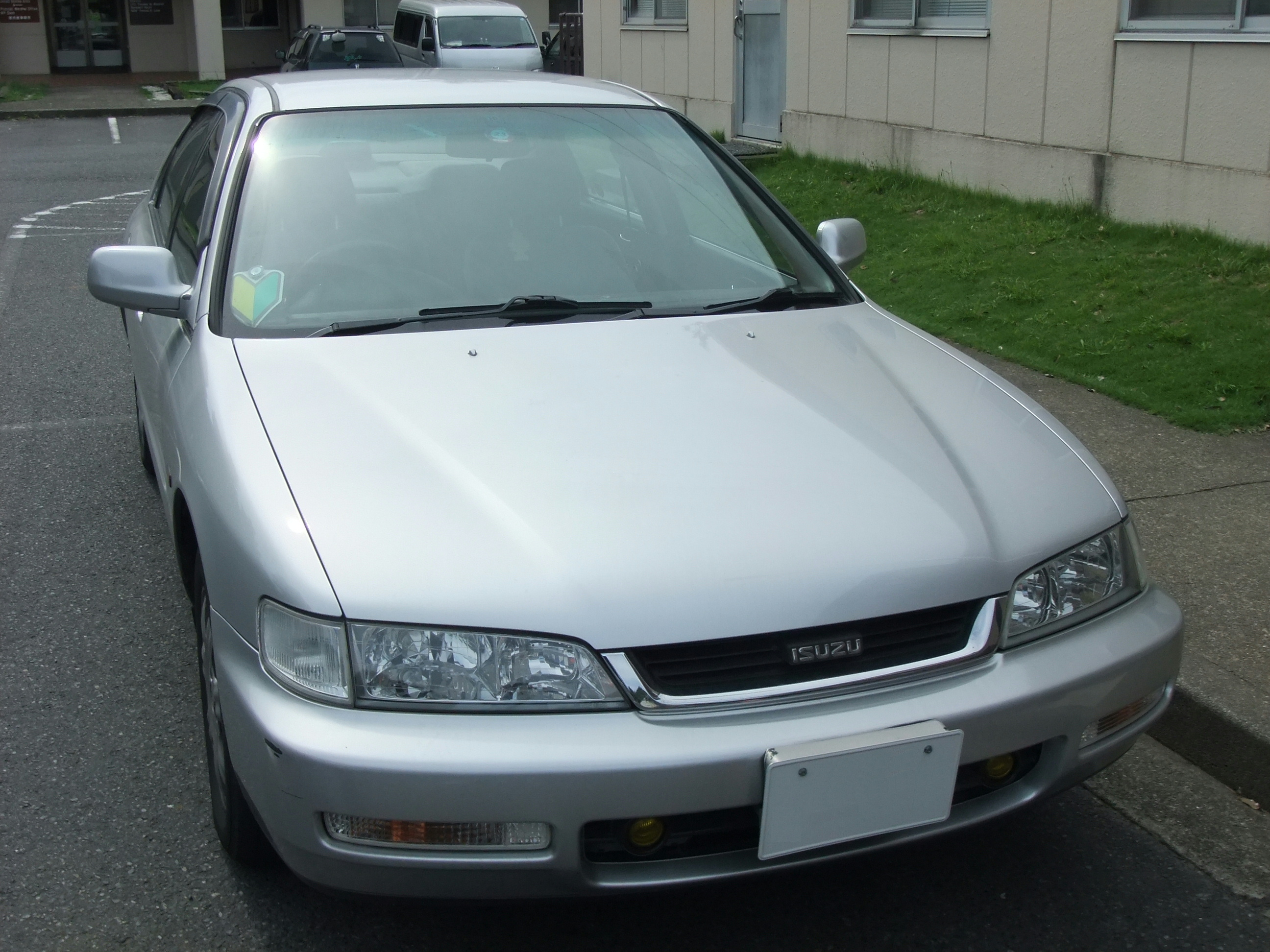
Isuzu Aska (Facelift, 1993–1995)
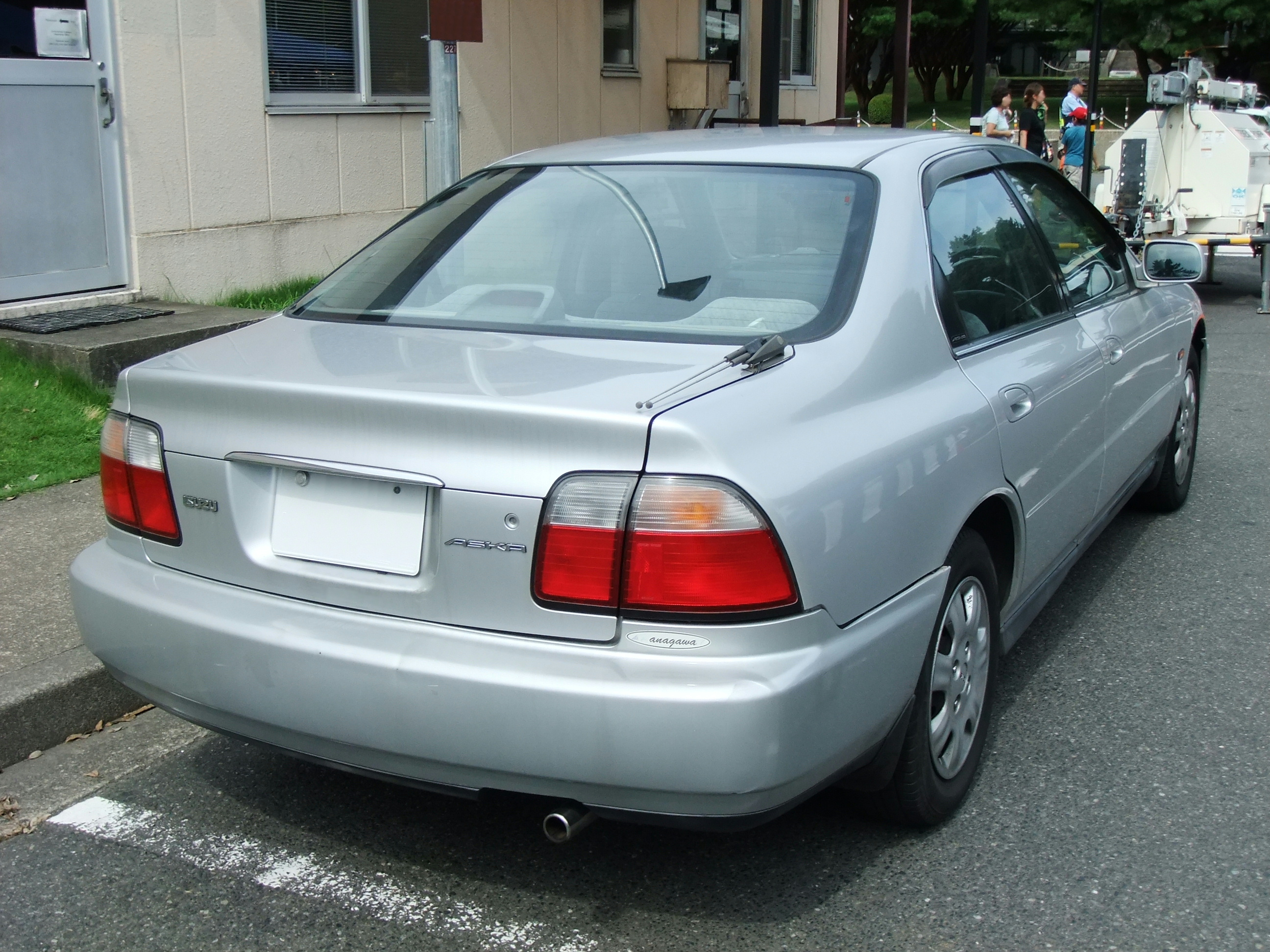
Heckansicht

## Vierte Generation
Auch mit Beginn der Produktion der sechsten Generation des Honda Accord 1998 wurde in Japan wieder ein neuer Isuzu Aska eingeführt. Im Jahre 2002 lief das letzte Modell vom Band.

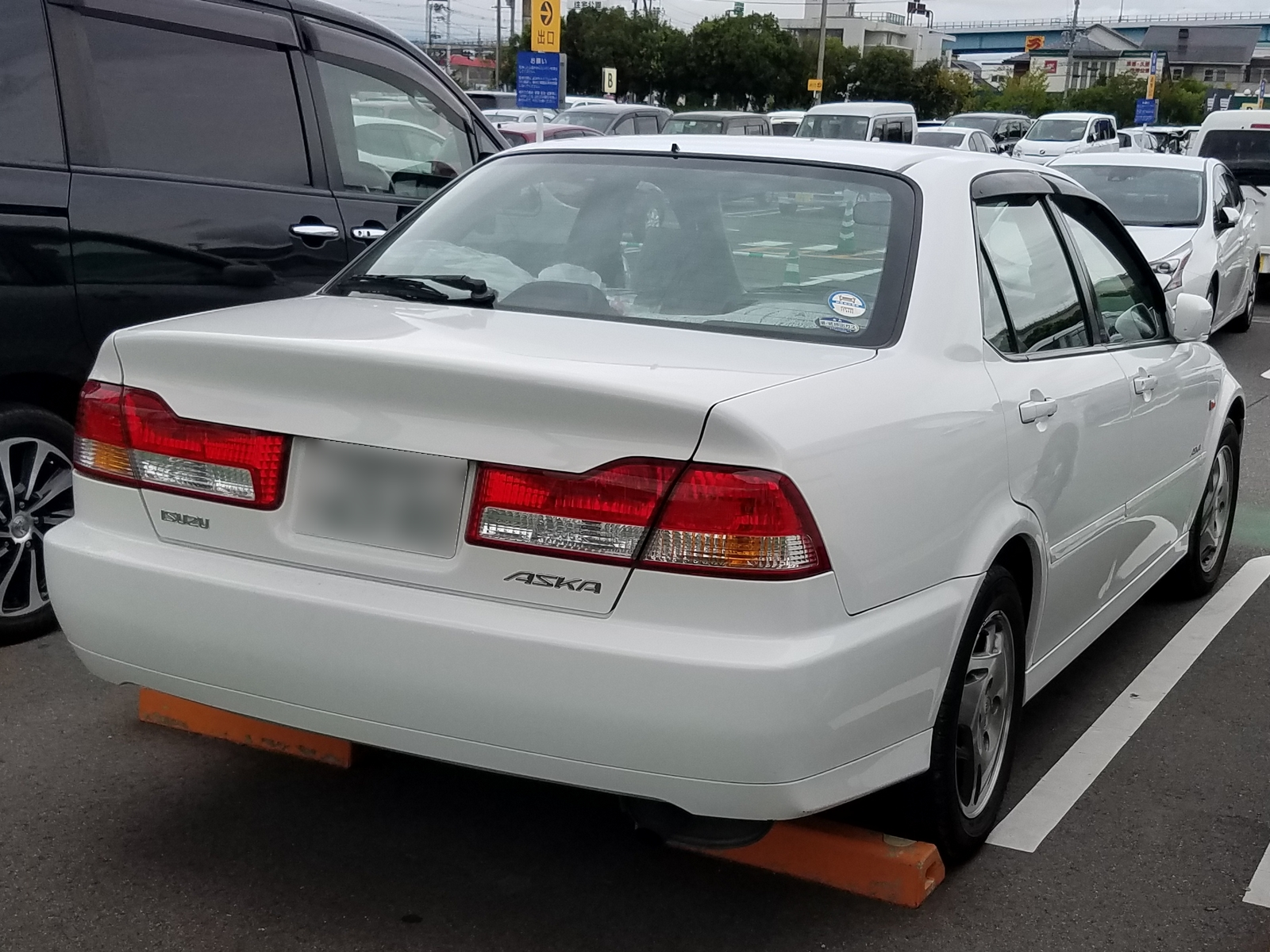
Heckansicht